# 2339 Anacreon
2339 Anacreon је астероид главног астероидног појаса чија средња удаљеност од Сунца износи 2,527 астрономских јединица (АЈ).
Апсолутна магнитуда астероида је 13,49.